# Любавчиха
Любавчи́ха (рос. Любавчиха) — присілок у складі Тотемського району Вологодської області, Росія. Входить до складу Великодворського сільського поселення.

## Населення
Населення — 2 особи (2010; 5 у 2002).
Національний склад (станом на 2002 рік):
- росіяни — 100 %